# Thomas Ahlstrand
Thomas Ahlstrand, född 24 maj 1967 i Stockholm, är en svensk låtskrivare och musikproducent.
Ahlstrand har samarbetat med bland andra Lasse Berghagen, Jill Johnson, Sofia Källgren, Åsa Jinder och Talisman. Sedan 1994 har han varit signad till Warner Chappell Music. Ahlstrand vann en Grammy i kategorin Song of the year i Hongkong 2000 med låten "I see you everywhere". 

## Diskografi
- Ola - Good enough
- Lutricia McNeal - Metroplex
- Rebecka - In My Dreams
- Thorleifs - Ingen är som du
- Fatima Rainey - Love is a wonderful thing
- Soraya Arnelas - Sin Miedo
- Daniel Lopes - You're not invisible
- Wahlströms - Tillbaka igen
- Wahlströms - Lovar och Svär
- Roland Keiser - Weil ich sie liebe
- Fatima Rainey - Love is a wonderful thing
- B3 - Tonight and forever
- Mikeyla - The Lie
- Daniel Lopes - You're not invisible